# Steyr 260
Le camion léger Steyr 260, présenté en 1953, est la version autrichienne du fameux Fiat 615, lancé en Italie deux ans plus tôt.

## Historique

### Le Fiat 615
Présenté en 1951, ce nouveau camion léger a bénéficié de toute l'expérience de Fiat V.I. dans le domaine des camions. Doté d'une cabine à capot comme sur les gros porteurs, elle habille un châssis qui se démontrera être parmi les plus robustes et fiables de l'époque. Lors de son apparition, il disposait du nouveau moteur essence de 1 395 cm3 développant 39 ch à 3 800 tr/min avec un couple élevé. Ce moteur était déjà utilisé sur la Fiat 1400 berline. 
La version diesel Fiat 615N (N comme nafta - gasoil, en italien) est lancée en 1952 avec un moteur diesel Fiat 305 de 1 901 cm3 développant 40 ch à 3 200 tr/min. Avec une charge utile de 1,65 t, pour un PTC de 3,15 tonnes, le Fiat 615 était réputé pour porter plus que son poids, chose très rare à l'époque.
Le Fiat 615 était un véhicule très moderne, aucun concurrent n'est arrivé à lui enlever la moindre part de marché. L'exportation, chose rarissime à l'époque, confirma cette réputation, mais la production en Italie se révéla vite insuffisante et le camion sera largement fabriqué sous licence, en Autriche chez Steyr-Puch, en Pologne ou en Yougoslavie chez Zastava Kamioni.
La seconde série, Fiat 615N1, sera lancée en 1960, elle bénéficia d'un restyling de la cabine avec une calandre beaucoup plus haute et carrée, sans baguettes chromées, ainsi que d'une augmentation du PTC qui passera à 3,5 tonnes, et reçut le moteur diesel de 1,9 l dont la puissance a été portée à 50 ch DIN. Le 615N1 fut distribué en France par Unic.

### Le Steyr 260

#### Histoire de Steyr Lkw
L'histoire de Steyr-Puch comme constructeur automobile remonte à 1907, date à laquelle FIAT Auto créera, avec Steyr une filiale Austro-FIAT pour construire, dans l'usine de Floridsdorf (Vienne), des modèles FIAT : automobiles et camions, sous licence.
En 1907, le constructeur italien FIAT devra scinder la division automobile de la division poids lourds et donnera naissance à ÖAF, devenu un célèbre constructeur de poids lourds qui utilisera les brevets de Fiat V.I. jusqu'en 1925 quand ÖAF fut réquisitionnée et "nationalisée sans indemnités" par Hitler avant de la faire racheter par (donner à) MAN AG en 1936. En 1970, MAN AG, fusionna ÖAF et Gräf & Stift.

Au lendemain de la Seconde Guerre mondiale, le constructeur autrichien Steyr-Puch est à nouveau à la recherche d'un partenaire pour construire des véhicules fiables,  adaptés au pays et qui résistent bien au climat. Un accord de coopération est alors signé avec FIAT Auto pour l'assemblage sous licence de la Fiat 1100 à partir de 1948. En 1950, la Fiat 1100E remplacera la 1100B. Les modèles sont commercialisés sous la marque Steyr-Fiat.
La collaboration entre les deux constructeurs s'élargit rapidement avec plusieurs licences de production pour des automobiles, des tracteurs agricoles et un petit camion.

#### Le camion Steyr 260
Bien que l'Autriche ait moins souffert que nombre d'autres pays comme l'Allemagne ou l'Italie, les travaux de reconstruction nécessitaient des moyens de transport en quantité importante. Le constructeur autrichien, redevenu indépendant, voulut proposer un modèle de petite taille car en Autriche comme souvent ailleurs et notamment en Italie, les centres historiques ne disposent que de rues étroites.
Steyr opta pour le Fiat 615, lancé en Italie en 1951 et dont la réputation de fiabilité et robustesse avait vite fait le tour des capitales et des entreprises. En 1953, Steyr présentait son modèles, le Steyr 260, équipé d'un moteur Steyr essence de 2 litres développant 52 ch. Steyr n'avait pas voulu garder le moteur essence Fiat de 1,4 litre car retenu pas assez puissant et ne voulait pas utiliser le moteur essence de 1,9 litre monté sur la seconde série du Fiat 615. En fait, Steyr a voulu utiliser son propre moteur déjà monté sur la berline Fiat Steyr 2000.
Lorsque FIAT lança le Fiat 615 N, avec le moteur diesel de 1 901 cm3, Steyr équipa le 260 avec le moteur Fiat.
Le Steyr 260 (essence et diesel) ont été largement appréciés des utilisateurs autrichiens puisque le presse soulignait, à l'époque, que les ventes des modèles concurrents - Hanomag, Borgward, Mercedes, Opel, etc - s'étaient écroulées. Il faudra attendre 1956 et l'arrivée du Mercedes-Benz L319 pour voir un début de concurrence.
La version essence du Steyr 260 est restée en fabrication jusqu'en 1958, la version diesel jusqu'en 1959. Elles ont été remplacées en 1960 par le Fiat 616 en version essence et diesel mais bien que badgé Fiat Steyr, était directement importé d'Italie.
À partir de 1959, c'est toute la gamme "zoologique" des camions petits et moyens tonnages du constructeur OM qui sera distribuée par Steyr en Autriche, jusqu'en 1972.  

## La série Fiat 615
| Modèle               | Type                                              | Années de production | Type moteur          | Cylindrée | Puissance ch DIN  | PTC en tonnes |
| -------------------- | ------------------------------------------------- | -------------------- | -------------------- | --------- | ----------------- | ------------- |
| Fiat 615 - Tipo 2102 | camion léger, Châssis cabine, fourgon             | 1951 - 1952          | Fiat essence 101-005 | 1 395     | 39 à 3 800 tr/min | 3,0           |
| Fiat 615-2           | châssis cabine - fourgon                          | 1952 - 1956          | Fiat essence 305-010 | 1 901     | 40 à 3200 tr/min  | 3,2           |
| Fiat 615N            | nouveau moteur                                    | 1956 - 1960          | Fiat diesel 305B     | 1 901     | 43 à 3 200 tr/min | 3,2           |
| Fiat 615N            | fourgon                                           | 1956 - 1960          | Fiat diesel 305B     | 1 901     | 43 à 3200 tr/min  | 3,3           |
| Fiat 615N1           | nouvelle version                                  | 1960 - 1965          | Fiat diesel 305D     | 1 901     | 50 à 3 200 tr/min | 3,5           |
| Fiat 615N1           | fourgon                                           | 1960 - 1965          | Fiat diesel 305D     | 1 901     | 50 à 3 800 tr/min | 3,5           |
| Steyr 260            | identique Fiat 615                                | 1953 - 1958          | Steyr essence WB 405 | 1 997     | 52                | 3,0           |
| Steyr 260D           | idem Fiat 615N                                    | 1954 - 1959          | Fiat diesel 305      | 1 901     | 40 à 3 200 tr/min | 3,5           |
| Zastava 615B         | idem Fiat 615, châssis cabine - fourgon - autobus | 1956 - 1970          | Fiat essence 105B    | 1 901     | 48 à 3 200 tr/min | 3,15          |
| Zastava 620B         | camion, plateau, fourgon, ambulance, autobus      | 1959 - 1972          | Fiat essence 105BJ   | 1 901     | 61 à 4 000 tr/min | 3,65          |
| Zastava 620D         | camion, plateau, fourgon, ambulance, autobus      | 1968 - 1972          | Fiat diesel 305D     | 1 901     | 51 à 3 200 tr/min | 3,65          |
| Fiat 616             | camion, châssis cabine, forgon                    | 1965 - 1968          | Fiat essence 237G    | 2 125     | 65 à 4 000 tr/min | 3,5           |
| Fiat 616N            | camion, châssis cabine, fourgon                   | 1965 - 1968          | Fiat diesel 230A     | 2 693     | 51 à 3 500 tr/min | 3,5           |